# Nf protocadherina
| Nf Protocadherina (NFPC) | Nf Protocadherina (NFPC)             |
| ------------------------ | ------------------------------------ |
| Gen                      | pcdh7 (protocadherin 7)              |
| Organisme                | Xenopus laevis (African clawed frog) |
| Identificador taxonòmic  | 8355                                 |
| Tipus de proteïna        | Transmembrana                        |
| Llargada                 | 1.035 aminoàcids                     |
| Pes molecular            | 113,714 kDa                          |
| Estructura 3D            |                                      |
| Protein Model Portal     | O57537                               |
| MODBASE                  | O57537                               |
| Bases de dades           |                                      |
| UniProt                  | O57537                               |
| InterPro                 | O57537                               |

La nf-protocadherina (NFPC) és una proteïna codificada pel gen PCDH que forma part del grup de les protocadherines; de la classe de les cadherines. És un tipus de proteïna transmembrana que té un paper molt important en l'adhesió cel·lular, sobretot durant les etapes primerenques del desenvolupament embrionari (embriogènesi). La nf-protocadherina, com totes les altres cadherines, és dependent del ió calci a l'hora de dur a terme les seves funcions, com la participació imprescindible en la diferenciació de l'ectoderma del Xenopus laevis.

## Estructura
La nf-protocadherina és una proteïna transmembrana amb un pes molecular de 113,7 kDa i 1035 aminoàcids de llargada, codificada pel gen PCDH7 del qual se'n coneixen 4 isoformes. Es troba en el grup de les protocadherines ‘non-clustered', concretament en la subfamília δ1. Està formada per un domini extracel·lular amb 7 repeticions EC (extracellular cadherin repeats), un domini transmembrana i un domini citoplasmàtic que té diferències significants repecte al de les cadherines clàssiques però que conserva les seqüències motiu CM1, CM2 i CM3.

## Funcions

### Diferenciació de l'ectoderma delXenopus laevisafricà
La formació de teixits durant el desenvolupament embrionari es produeix principalment gràcies a l'adhesió intercel·lular, funció mediada per les cadherines.
Concretament, la nf-protocadherina és essencial en l'embrió del Xenopus. Aquesta s'expressa predominantment en les capes sensorials més profundes i els plecs neurals de l'ectoderma embrionari (un epiteli que recobreix l'embrió i dona lloc als diferents teixits derivats, sobretot l'epidèrmic i el neural), mentre que és absent en la placa neural i els voltants d'aquesta.
En els diferents estudis s'ha demostrat que la nf-protocadherina (actuant conjuntament amb el TAF1) és imprescindible per la formació de la capa més interna de ectoderma del Xenopus, a diferència de les cadherines clàssiques que governen sempre la creació d'un ectroderma bicapa. De fet, si es produeix una mutació en els dos al·lels del gen precursor de la nf-protocadherina (ja que l'expressió d'aquesta és recessiva) les cèl·lules de la capa interna del ectoderma es dissocien (impossibilitant la formació d'aquesta capa) mentre que les de la capa externa queden pràcticament intactes.

### TAF1 com a cofactor de NFPC en l'adhesió cel·lular

Esquema representatiu del canvis a l'ectoderma a causa d'una mutació en les 80 primers aminoàcids del domini citoplasmàtic de la NFPC

Tant la NFPC com la proteïna d'unió a histona TAF1 participen en l'adhesió cel·lular i ambdues són necessàries per la diferenciació de l'ectoderma, que precedeix la formació de tubs neurals i la fusió dels plecs neurals. El domini citoplasmàtic de la NFPC interacciona amb TAF1 i NFPC coprecipita amb la TAF1β quan s'expressa ectòpicament en embrions. TAF1β, proteïna que primàriament es restringeix al nucli, en presència de NFPC es pot localitzar en la membrana plasmàtica, de manera que pot interactuar amb el domini citoplasmàtic de la NFPC. La regió del domini citosòlic de la NFPC que interactua amb TAF1β es troba entre els 80 aminoàcids de la membrana proximal. Això es va demostrar en l'estudi The Cytoplasmic Domain of Xenopus NF-Protocadherin Interacts with TAF1/Set
S'ha vist que l'expressió d'una mutació de la NFPC que no té el domini extracel·lular (NFΔE) provoca una interrupció de la formació de l'ectoderma embrionari i lesions en aquest. En l'estudi es van generar diverses formes mutants del NFΔE amb absència de diferents parts del domini intracel·lular i es van injectar juntament amb un marcador als embrions de Xenopus. A les mutacions NFΔ5-HT i NFΔ4-HT els faltaven 58 aminoàcids del C-terminal i interrompien la formació d'ectoderma. A NFΔ3-HT i NFΔ2-HTT els faltaven 79 o 107 aminoàcids i les lesions a l'ectoderma resultaven menors. L'eliminació de 142 aminoàcids (NFΔ1-HT) o de 71 (NFΔN-HT) pràcticament no afectaven a l'ectoderma. Per tant, l'habilitat de NFΔE d'interrompre la formació d'ectoderma es correspon als primers 80 aminoàcids del domini citoplasmàtic de la NFPC, el que demostra que aquesta regió té una funció important en l'adhesió cel·lular mitjançant NFPC i que probablement conté llocs d'interacció amb factors citosòlics.
Per identificar les proteïnes associades al domini citoplasmàtic de la NFPC es van generar proteïnes de fusió GST utilitzant les mutacions NFΔ2, NFΔ3 i NFΔ5, i cèl·lules HeLa que tenen cofactors necessaris per l'adhesió cel·lular mitjançant NFPC. Les proteïnes que s'unien al domini citoplasmàtic eren polipèptids de 41 i 39 kDa, que es corresponien amb la proteïna TAF1.

### NFPC i TAF1 en la neurulació
Per a investigar la funció de NFPC i TAF1 a la neurulació en el Xenopus, primerament es va analitzar l'expressió d'aquests gens al sistema nerviós embrionari. Es va veure que TAF1 s'expressava a un domini ample per tot l'ectoderm neural, des de l'etapa 13 de la neurulació amb la seva màxima expressió a les etapes 15-17 i després del plegament final dels plecs neurals a l'etapa 20. TAF1 s'expressa en moltes etapes del procés embrionari, metre que NFPC tan sols s'expressa a un domini molt restringit de les cèl·lules. NFPC comença a expressar-se a l'etapa 15, quan s'estan formant els plecs neurals i fins que es fusionen. Després es concentra a les neurones motores al tub neural ventral. Tot i que s'expressen a les mateixes etapes, no fan una expressió conjunta, estan separades en diferents regions del tub neural de l'embrió. No és fins a l'etapa 17 que es pot observar que ambdues proteïnes es coexpressen a les puntes dels plecs neurals, la qual cosa posa de manifest els seus rols conjunts al procés de neurulació.
Per invertigar la participació de la NFPC I TAF1 en la fusió i formació de plecs neurals, es va interrompre l'expressió de la NFPC mitjançant un morfolí antisentit, “antisense NFPC morpholino”, (NFPCMO) que reduint un 90% la proteina als embrions. Es va observar que el 78% del embrions injectats no es formaven correctament i presentaven defectes del tub neural, per tant es va arribar a la conclusió de que la NFPC era necessària per a tancar el tub neural.
TAF1 també s'expressa a l'ectoderma neural, de manera que es va estudiar si era necessari per a una bona neurulació. Es va utilitzar un altre tipus de morfolí antisentit (TAF1MO) que va interrompre la formació de la proteïna, causant deformacions al tub neural en el 82% dels embrions. Els errors d'aquesta eren pràcticament els mateixos que en absència de NFPC, concluint que tant NFPC com TAF1 són imprescindibles per aquest procés.